# چیزی خوبه که پایانش خوبه
چیزی خوبه که پایانش خوبه (به انگلیسی: All's Well, Ends Well) یک فیلم سینمایی هنگ کنگی در ژانر کمدی محصول سال ۱۹۹۲ به کارگردانی کلیفتون کو است. بازیگران اصلی این فیلم لسلی چونگ، استیون چو، ریموند وانگ پاک-مینگ، مگی چانگ، ساندرا نگ و ترزا مو می‌باشد.

## دنباله فیلم
این فیلم سینمایی هفت دنباله رسمی دارد.
- چیزی خوبه که پایانش خوبه ۲ (۱۹۹۳)
- چیزی خوبه که پایانش خوبه ۱۹۹۷ (۱۹۹۷)
- چیزی خوبه که پایانش خوبه ۲۰۰۹ (۲۰۰۹)
- چیزی خوبه که پایانش خوبه ۲۰۱۰ (۲۰۱۰)
- چیزی خوبه که پایانش خوبه ۲۰۱۱ (۲۰۱۱)
- چیزی خوبه که پایانش خوبه ۲۰۱۲ (۲۰۱۲)
- چیزی خوبه که پایانش خوبه ۲۰۲۰ (۲۰۲۰)
- [۱][۲]